# William Francis Bartlett
William Francis Bartlett (6 juin 1840 - 17 décembre 1876) est un général de l'armée de l'Union pendant la guerre de Sécession et, plus tard, cadre dans l'industrie métallurgique.
Bartlett s'engage en tant que soldat pour servir lors de la guerre de Sécession, en quittant au milieu de ses études l'université Harvard. À la fin de la guerre, il a atteint le grade de brigadier général des volontaires des États-Unis et reçoit le grade honoraire de major-général breveté des Volontaires des États-Unis. Il commande successivement deux régiments, une brigade et une division. Au cours de la guerre, il est blessé à quatre reprises.
À la fin de la guerre, Bartlett devient manager de plusieurs usines métallurgiques, notamment la Tredegar Iron Works à Richmond, en Virginie.

## Avant la guerre
William Francis Bartlett, fils de Charles Leonard Bartlett et de sa femme Harriett Dorothy Plummer, naît à Haverhill, dans le Massachusetts, suit sa scolarité à Phillips Academy à Andover, au Massachusetts, et entre à l'université Harvard en 1858. La guerre de Sécession commence au cours de son avant-dernière année et, presque immédiatement après avoir appris la reddition du Fort Sumter, Bartlett s'engage en tant que soldat dans la milice des volontaires du Massachusetts.

## Guerre de Sécession
Bartlett s'enrôle initialement dans le 4th Battalion Massachusetts Infantry, aussi connu comme les New England Guards, qui est en garnison pour défendre Fort Independence dans le port de Boston. À l'époque, les trois forts à Boston sont entièrement sans garnison et le port de Boston presque sans défense. Fort Independence est le seul des trois forts équipé de canons, mais la plupart d'entre eux font face à la ville et non pas vers l'eau. Le 4th Battalion, comprenant le soldat Bartlett, a beaucoup de travail à faire pour rendre le fort Independence opérationnel. Bartlett sert avec le bataillon pendant les 90 jours d'engagement de l'unité, d'avril à juin 1861.

### 20th Massachusetts
Le 8 août 1861, Bartlett est nommé capitaine dans un nouveau régiment formant alors le 20th Massachusetts Infantry et reçoit le commandement de la compagnie I. Il est connu comme le « régiment de Harvard » parce que beaucoup de ses jeunes officiers, y compris Bartlett, sont des étudiants ou des diplômés récents de Harvard. Peu de temps après son arrivée, en Virginie, en septembre 1861, le capitaine Bartlett mène sa compagnie au combat pour la première fois quand le 20th Massachusetts prend part à la bataille de Ball's Bluff le 21 octobre 1861. L'engagement est une grande défaite pour l'armée de l'Union.
Dans l'espoir d'éviter des défaites, le major-général George B. McClellan, le commandant de l'armée du Potomac, à qui le 20th Massachusetts est attaché, élabore un plan de contournement de la route difficile par la terre vers Richmond, la capitale confédérée. La campagne de la Péninsule est destinée à être un mouvement rapide de l'armée du Potomac par voie navigable, puis par terre, au travers de la péninsule de Virginie relativement courte. Le 20th Massachusetts et le capitaine Bartlett font partie de ce mouvement massif au printemps de 1862. La campagne cale, néanmoins, quand McClellan choisit de faire le siège de Yorktown, en Virginie, plutôt que d'attaquer les très petites forces confédérées. Pendant le siège, le 24 avril 1862, le capitaine Bartlett est blessé au genou gauche par des piquets confédérés. La blessure requiert l'amputation de sa jambe. Bartlett retourne à Boston pour récupérer et, au cours de l'été de 1862, termine ses études à Harvard.

### 49th Massachusetts

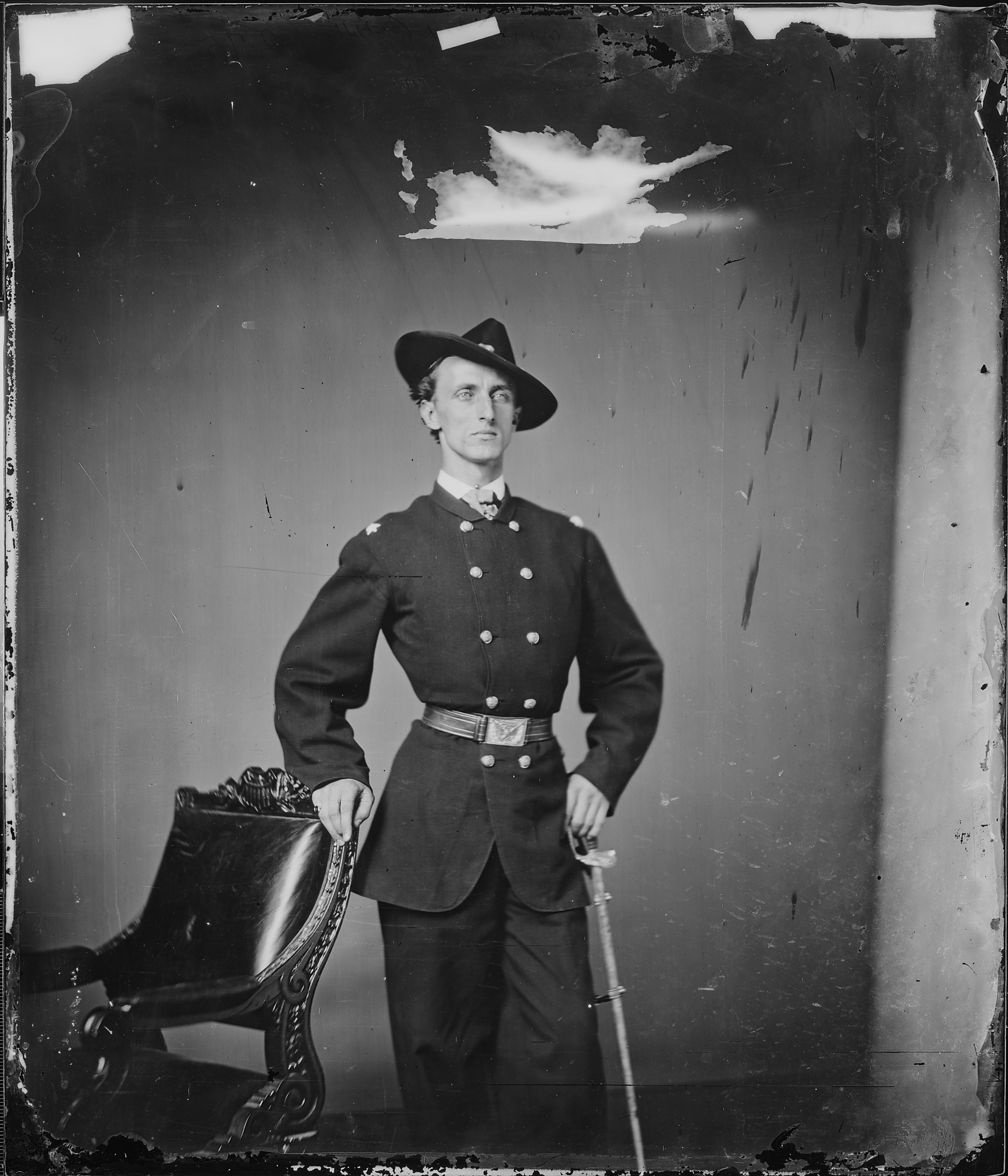
William Francis Bartlett.

Après avoir obtenu son diplôme, Bartlett choisit de ne pas rejoindre de nouveau le 20th Massachusetts et démissionne de sa commission le 12 novembre 1862. Au lieu de cela, Bartlett accepte une commission de colonel et est chargé de la formation d'un nouveau régiment, dans le comté de Berkshire, Massachusetts, le 49th Massachusetts Infantry. Le régiment doit servir pendant une durée de neuf mois.
Le 49th Massachusetts est affecté à la fin de novembre 1862 à l'expédition en Louisiane par le major général Nathaniel P. Banks. Le but de l'expédition est d'augmenter le nombre de soldats de l'Union dans l'armée du département du Golfe et de conquérir quelques autres bastions confédérés sur le fleuve Mississippi, ouvrant alors la voie navigable à l'Union. Bartlett mène son régiment pendant le siège de Port Hudson, en Louisiane, au printemps 1863. En raison de l'amputation de sa jambe, il doit rester à cheval au cours de la bataille, faisant de lui une cible facile pour les confédérés. Au cours de l'un des assauts sur Port Hudson, le 27 mai 1863, Bartlett est atteint par deux balles — une balle lui fracture le poignet gauche, tandis que la chevrotine frappe sa jambe droite. Le chirurgien du régiment, le Dr Frederick Winsor, est en mesure d'enlever la balle et de sauver sa main, mais les blessures lui retire effectivement le commandement du 49th Massachusetts jusqu'au terme de son service en septembre 1863. Bartlett démissionne de sa commission le 1er septembre 1863.

### 57th Massachusetts
Tout en récupérant de ses blessures reçues en Louisiane, Bartlett commence à organiser, à l'automne de 1863, un autre régiment. Cette unité, le 57th Massachusetts Infantry est l'un des quatre « régiments de vétérans », organisé dans le Massachusetts composé presque exclusivement d'hommes qui ont déjà servi dans un ancien régiment. Bartlett est placé au commandement du 57th qui est formé à Worcester dans le Massachusetts. L'unité est envoyée en Virginie avant qu'elle ne soit parfaitement organisée, et Bartlett ne recevra pas sa nouvelle commission en tant que colonel du 57th jusqu'au 9 avril 1864, alors que la commission est avec un effet rétroactif au mois d'août 1863,.
Le 57th Massachusetts est affecté au IXe corps de l'armée du Potomac et arrive au front à temps pour l'Overland Campaign d'Ulysses S. Grant. Cette campagne voit une série d'attaques incessantes par les forces de l'Union au cours du printemps de 1864 visant à détruire l'armée de Virginie du Nord de Robert E. Lee. La campagne se termine dans une impasse avec le siège de Petersburg, en Virginie, pendant l'été de 1864. Au début de la campagne, Bartlett est de nouveau blessé, cette fois à la tête, lors de la bataille de la Wilderness, le 6 mai 1864. Il retourne au Massachusetts et, pendant qu'il recouvre la santé, est promu brigadier général des volontaires des États-Unis, le 22 juin 1864, avec une date de prise de rang au 20 juin 1864. Bartlett retourne dans l'armée du Potomac, en juillet 1864.

### Commandement d'une brigade
À son retour, Bartlett est placé à la tête d'une brigade (1st brigade de la 1st division du IXe corps) composée presque entièrement de régiments du Massachusetts. Au cours de juillet, il joue un petit rôle dans la planification de la bataille du Cratère. C'est une tentative audacieuse pour briser le siège de Petersburg par le creusement d'une mine sous les tranchées confédérés et de faire exploser une quantité massive de la poudre à canon pour créer un espace à travers lequel les forces de l'Union pourraient assaillir la ville. La détonation le 30 juillet 1864 est un succès, mais l'assaut de l'Union est désorganisé et échoue. La division du brigadier général James H. Ledlie, dont la brigade de Bartlett est une grande partie, dirige l'attaque. Dans la bataille, la prothèse de jambe de Bartlett est brisée. Incapable de se replier avec le reste de ses hommes, Bartlett est capturé par les confédérés.
Bartlett passe deux mois dans la prison de Libby où il est gravement malade. Il est finalement relâché par le biais d'un échange de prisonniers à la fin de septembre 1864, cependant, il se passe plusieurs mois avant qu'il ne se rétablisse de sa maladie.

### Commandement d'une division
En juin 1865, Bartlett retourne dans l'armée deux mois après la reddition de la Confédération. Bien que les hostilités soient terminées, une grande partie de l'armée de l'Union reste toujours en service actif et Bartlett est promu au commandement de la 1st division du IXe corps le 17 juin 1865. Le 13 janvier 1866, le président Andrew Johnson nomme Bartlett pour l'attribution du brevet de major-général, des volontaires des États-Unis, avec une date de prise de rang au 13 mars 1865, et le 12 mars 1866, le sénat américain confirme la nomination. En juillet 1865, le IXe corps est dissous, cependant Bartlett reste dans l'armée une autre année, jusqu'à sa démission le 18 juillet 1866.

## Après la guerre
Après la guerre, Bartlett cherche un emploi en tant que manager de la fabrication industrielle. Il devient le manager de Tredegar Iron Works à Richmond, en Virginie, de Pomeroy Iron Works et de la Powhatan Iron Company. Il s'installe enfin à Pittsfield, dans le Massachusetts, où il meurt de la tuberculose en décembre 1876.